# Rusichthys
Rusichthys är ett släkte av fiskar. Rusichthys ingår i familjen Pseudochromidae.
Kladogram enligt Catalogue of Life:
| Rusichthys | \| \| Rusichthys explicitus \| \| \| \| \| \| Rusichthys plesiomorphus \| \| \| \| |
|            | \| \| Rusichthys explicitus \| \| \| \| \| \| Rusichthys plesiomorphus \| \| \| \| |
|            | Amsichthys                                                                         |
|            |                                                                                    |
|            | Anisochromis                                                                       |
|            |                                                                                    |
|            | Assiculoides                                                                       |
|            |                                                                                    |
|            | Assiculus                                                                          |
|            |                                                                                    |
|            | Blennodesmus                                                                       |
|            |                                                                                    |
|            | Chlidichthys                                                                       |
|            |                                                                                    |
|            | Congrogadus                                                                        |
|            |                                                                                    |
|            | Cypho                                                                              |
|            |                                                                                    |
|            | Halidesmus                                                                         |
|            |                                                                                    |
|            | Halimuraena                                                                        |
|            |                                                                                    |
|            | Halimuraenoides                                                                    |
|            |                                                                                    |
|            | Haliophis                                                                          |
|            |                                                                                    |
|            | Labracinus                                                                         |
|            |                                                                                    |
|            | Lubbockichthys                                                                     |
|            |                                                                                    |
|            | Manonichthys                                                                       |
|            |                                                                                    |
|            | Natalichthys                                                                       |
|            |                                                                                    |
|            | Ogilbyina                                                                          |
|            |                                                                                    |
|            | Oxycercichthys                                                                     |
|            |                                                                                    |
|            | Pectinochromis                                                                     |
|            |                                                                                    |
|            | Pholidochromis                                                                     |
|            |                                                                                    |
|            | Pictichromis                                                                       |
|            |                                                                                    |
|            | Pseudochromis                                                                      |
|            |                                                                                    |
|            | Pseudoplesiops                                                                     |
|            |                                                                                    |
|            | Rusichthys explicitus                                                              |
|            |                                                                                    |
|            | Rusichthys plesiomorphus                                                           |
|            |                                                                                    |

|  | Rusichthys explicitus    |
|  |                          |
|  | Rusichthys plesiomorphus |
|  |                          |